# Johannes Brandrup

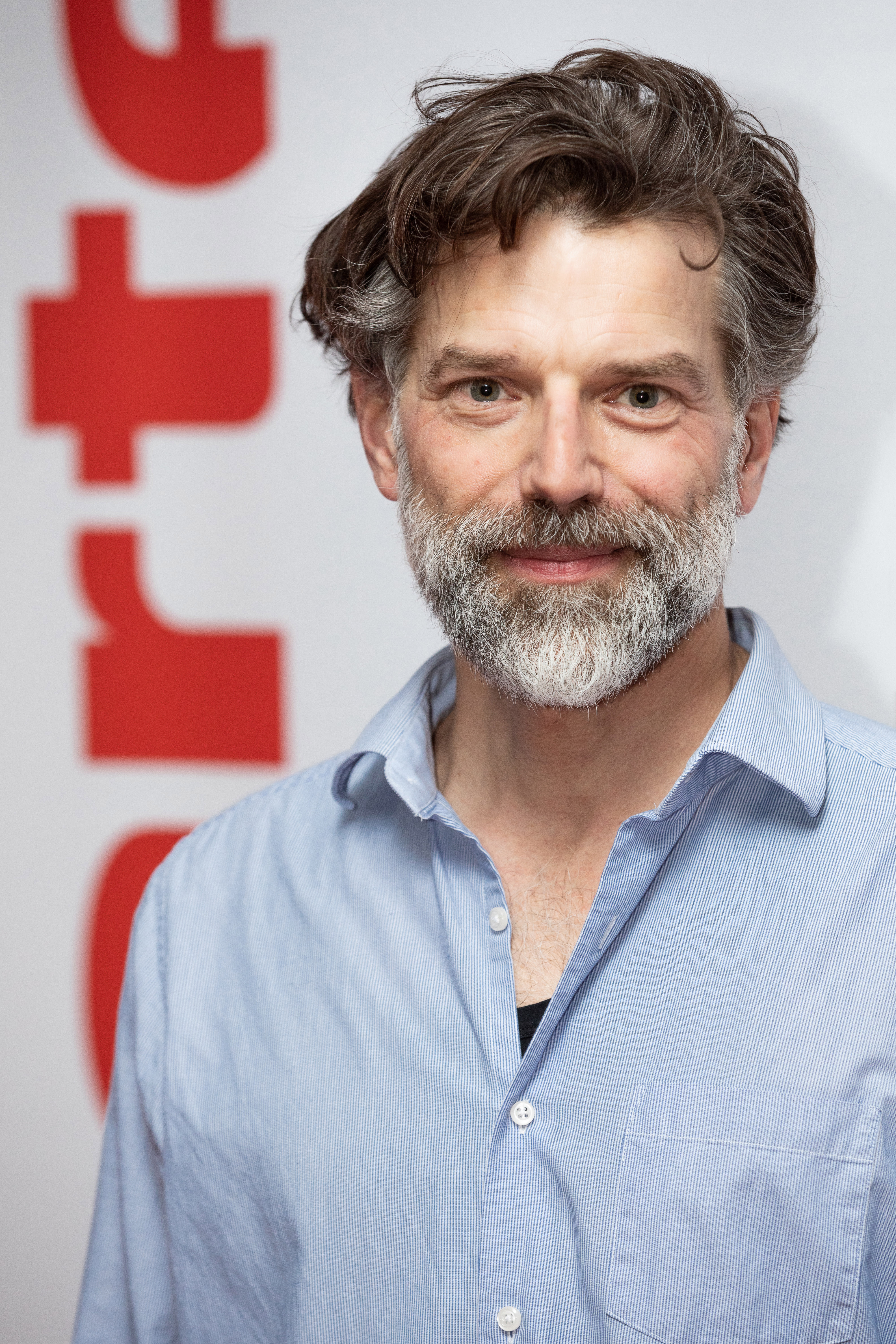
Johannes Brandrup, 2020

Johannes Brandrup (* 7. Januar 1967 in Frankfurt am Main) ist ein deutscher Schauspieler und Lehrer für Englisch und Schauspiel in Berlin.

## Leben
Im Alter von 17 Jahren besuchte Johannes Brandrup das United World College of the Atlantic in Wales und schloss mit dem International Baccalaureate ab. Nach dem Zivildienst in Wiesbaden besuchte er die Folkwang-Hochschule in Essen, an der er 1992 sein Schauspielstudium beendete. Danach übernahm er ein Engagement am Deutschen Theater in Göttingen. Heute lebt er in Berlin und leitet das Berliner Logentheater. Brandrup war seit 1991 mit der Autorin und Regisseurin Branwen Okpako verheiratet und hat mit ihr zwei Kinder, darunter den Rapper Xaver. Im Jahre 2008 ließ sich das Paar scheiden.

## Wirken
Johannes Brandrup war der erste Kommissar der Fernsehserie Alarm für Cobra 11 – Die Autobahnpolizei. Allerdings war Brandrup nur in den ersten neun Folgen zu sehen, seitdem spielte er Hauptrollen in vielen deutschen und internationalen Produktionen wie z. B. Paul of Tarsus, Wilde Jahre, Lo Smemorato di Collegno, Liebe in der Warteschleife, Gefährliche Nähe, The Crusaders, Mafalda di Savoia, Tal der Ahnungslosen und Al di là delle frontiere. An der Seite von Omar Sharif verkörperte er Jesus in St. Peter. Seine wichtigsten Theaterrollen waren der Gregor Samsa in Franz Kafkas Die Verwandlung im Bayerischen Staatsschauspiel und die Titelrolle in Hugo von Hofmannsthals Jedermann in den Freilichtspielen Schwäbisch Hall.
Für die Kulturstadt Europas Weimar 1999 inszenierte Brandrup Erbarmen! Zu spät!, Wolfgang Deichsels Frankenstein.
Brandrup ist der Begründer des ersten digitalen Theaters im Netz, dem Berliner Logentheater, das u. a. den Web 2.0 Wettbewerb „Actors On Sets“ initiierte, aber auch Theaterstücke produziert.
Von 2014 bis 2015 war er in der ARD-Telenovela Rote Rosen als intriganter Dr. Maurice Greve in der Funktion des Antagonisten zu sehen.

## Filmografie (Auswahl)
- 1993: Der Landarzt (Fernsehserie, eine Folge)
- 1993: Wilde Jahre
- 1994: Polizeiruf 110: Opfergang (Fernsehreihe)
- 1994: Air Albatros (Fernsehserie)
- 1995: Unser Charly (Fernsehserie)
- 1995: Ausweglos
- 1995: Die Versuchung – Der Priester und das Mädchen
- 1995: Der Clan der Anna Voss (Fernsehserie)
- 1995: Matulla und Busch
- 1996: Wolffs Revier (Fernsehserie, eine Folge)
- 1996, 2016: Alarm für Cobra 11 – Die Autobahnpolizei (Fernsehserie, zehn Folgen)
- 1996: Sünde einer Nacht
- 1996: Tatort: Der kalte Tod (Fernsehreihe)
- 1997: Terror im Namen der Liebe
- 1997: Die letzte Rettung
- 1998: Der Fahnder (Fernsehserie, eine Folge)
- 1998–2005: Ein Fall für zwei (Fernsehserie, verschiedene Rollen, drei Folgen)
- 1998: Höllische Nachbarn (Fernsehserie)
- 1998: 36 Stunden Angst
- 1998: Tatort: Ein Hauch von Hollywood
- 1998: Gigolo – Bei Anruf Liebe
- 1999: Zimmer mit Frühstück
- 1999: Rosamunde Pilcher: Klippen der Liebe (Fernsehreihe)
- 1999: Tatort: Offene Rechnung
- 2000: Höllische Nachbarn – Nur Frauen sind schlimmer (Fernsehserie)
- 2000: Die Bibel – Paulus
- 2000: Laila – Unsterblich verliebt
- 2000: Wie angelt man sich einen Chef?
- 2000: Falsche Liebe – Die Internetfalle
- 2000: Ein letzter Traum
- 2001: Die Kreuzritter – The Crusaders
- 2002: Gefährliche Nähe und du ahnst nichts
- 2002: 4 Küsse und eine E-Mail
- 2002: Rosamunde Pilcher: Gewissheit des Herzens
- 2002: Alicia! (Fernsehserie)
- 2003: Alarm für Cobra 11 – Einsatz für Team 2 (Fernsehserie)
- 2003: Delikatessen und andere Schweinereien
- 2003: Tal der Ahnungslosen
- 2003: Klinik unter Palmen (Fernsehserie, zwei Folgen)
- 2004: Ein Mann zum Vernaschen
- 2004: Liebe in der Warteschleife
- 2004: Al di là delle frontiere (Fernseh-Zweiteiler)
- 2004: Berlin Backstage (Kurzfilm)
- 2005: Ein Fall für zwei (Fernsehserie, Folge Auge um Auge)
- 2005: Polizeiruf 110: Heimkehr in den Tod
- 2005: Petrus – Die wahre Geschichte
- 2005: Es war Mord und ein Dorf schweigt
- 2006: Mafalda di Savoia (Fernsehserie)
- 2007: Große Lügen!
- 2007: Tatort: Racheengel
- 2007: Tarragona – Ein Paradies in Flammen
- 2007: Bittersüsses Nichts (Kurzfilm)
- 2007: Porno!Melo!Drama!
- 2007, 2014: SOKO Köln (Fernsehserie, verschiedene Rollen, zwei Folgen)
- 2008: 80 Minutes
- 2008: Siska (Fernsehserie, eine Folge)
- 2008: Die Treue-Testerin – Spezialauftrag Liebe
- 2008: Die Hitzewelle – Keiner kann entkommen
- 2008: Meine wunderbare Familie: Die zweite Chance (Fernsehfilm)
- 2008: Meine wunderbare Familie: Einmal Ostsee und zurück (Fernsehfilm)
- 2008: Unser Charly (Fernsehserie, eine Folge)
- 2009: Das Traumhotel – Malaysia (Fernsehreihe)
- 2009: Böseckendorf – Die Nacht, in der ein Dorf verschwand
- 2009: Augustinus
- 2010: Mord in bester Gesellschaft: Alles Böse zum Hochzeitstag (Fernsehserie)
- 2011: Engel der Gerechtigkeit
- 2011–2012: Der Bergdoktor (Fernsehserie, 13 Folgen)
- 2012: Der letzte Bulle (Fernsehserie, Folge Tod eines Schlachters)
- 2012: online – meine Tochter in Gefahr
- 2012: Ihr Name war Maria
- 2013: Akte Ex (Fernsehserie, Folge Ohne Spritze)
- 2014–2015: Rote Rosen als Maurice Greve
- 2015: Engel der Gerechtigkeit – Geld oder Leben
- 2017: Morden im Norden (Fernsehserie, Folge Tödlicher Zweifel)
- 2018: Die Rosenheim-Cops (Fernsehserie, Folge Ein unverhofftes Wiedersehen)
- 2020: Letzte Spur Berlin (Fernsehserie, Folge Schuld)

## Auszeichnungen
- 1994: Max Ophüls Preis als Bester Nachwuchsdarsteller in „Wilde Jahre“[9]
- 2004: Efebo d’Argento als Bester Hauptdarsteller in „Al di là delle frontiere“
- 2004: Premio Flaiano als Bester Hauptdarsteller in „Al di là delle frontiere“[10]
- 2009: Island of Naples Festival für die Hauptrolle in „Lo Smemorato di Collegno“